# Вагнер, Барбара
Барбара Вагнер (англ. Barbara Aileen Wagner, родилась 5 мая 1938 года в Торонто) — канадская фигуристка, выступавшая в парном катании с Робертом Полем. Они начали кататься вместе в 1952 году и стали пятикратными чемпионами Канады, четырёхкратными чемпионами мира и увенчали свою карьеру золотой медалью на Олимпийских играх 1960 года.
В настоящее время Барбара живет в Алфаретта (Джорджия, США), работает тренером по фигурному катанию.

## Спортивные достижения
| Соревнования/Сезон          | 1955 | 1956 | 1957 | 1958 | 1959 | 1960 |
| Зимние Олимпийские игры     |      | 6    |      |      |      | 1    |
| Чемпионаты мира             | 5    | 5    | 1    | 1    | 1    | 1    |
| Чемпионаты Канады           |      | 1    | 1    | 1    | 1    | 1    |
| Чемпионаты Северной Америки | 3    |      | 1    |      | 1    |      |